# NGC 7008
NGC 7008 ist ein planetarischer Nebel im Sternbild Schwan am Nordsternhimmel, der schätzungsweise 2.100 Lichtjahre vom Sonnensystem entfernt ist.
Das Objekt wurde am 14. Oktober 1787 von dem deutsch-britischen Astronomen Wilhelm Herschel entdeckt.